# Cyprus Cup
La Cyprus Cup è una competizione calcistica ad invito istituita a Cipro nel 2008, riservata alle nazionali di calcio femminili di tutto il mondo e che si svolge con cadenza annuale.
Benché organizzata nello stato isolano del mar Mediterraneo la Nazionale di calcio femminile di Cipro non vi ha mai partecipato.
Il torneo si svolge nello stesso periodo dell'Algarve Cup.

## Formula del torneo
La Cyprus Cup si svolge in due fasi:
La prima parte della competizione è una fase a gironi in cui le squadre invitate, sei nell'edizione inaugurale del 2008, passate ad otto dal 2009 al 2010, a dodici dall'edizione 2011 al 2015, otto in quella 2016, per tornare a dodici dal 2017, sono divise in gruppi, tre (due nell'edizione 2016) di quattro squadre ciascuno. Simile all'Algarve Cup, le squadre inserite nei Gruppo A e Gruppo B sono nazionali che occupano i vertici della classifica mondiale della FIFA e che hanno potenzialmente più possibilità di conquistare il trofeo. A questi è affiancato un Gruppo C costituito da squadre di classifica inferiore. Ogni gruppo disputa un girone all'italiana di sei partite, con ogni squadra che gioca una partita contro ciascuna delle altre squadre dello stesso gruppo.
La seconda fase è un unico "finals day" in cui sei partite che coinvolgono tutte le dodici squadre sono giocate per determinare la classifica finale del torneo, con i match-up come segue:
- Finale: si incontrano le squadre prime classificate nei Gruppi A e B.
- Finale per il terzo posto: si incontrano la prima classificata del Gruppo C e la migliore seconda classificata nei Gruppi A e B.
- Quinto posto: si incontrano la seconda classificata del Gruppo C e la perdente tra le seconde classificate nei Gruppi A e B.
- Settimo posto: si incontrano le terze classificate nei Gruppi A e B.
- Nono posto: si incontrano la terza classificata del Gruppo C la migliore quarta classificata nei Gruppi A e B.
- Undicesimo posto: si incontrano la quarta classificata del Gruppo C e la perdente tra le quarte classificate nei Gruppi A e B.

## Risultati
| Anno |                | Finale                  | Finale           | Finale         |                         | Finale Terzo posto | Finale Terzo posto | Finale Terzo posto |
| Anno | Vincitore      | Risultato               | Secondo posto    | Terzo posto    | Risultato               | Quarto posto       |                    |                    |
| 2008 | Canada         | 3-2                     | Stati Uniti U-20 | Giappone       | 2-1                     | Paesi Bassi        |                    |                    |
| 2009 | Inghilterra    | 3-1                     | Canada           | Francia        | 1-1 (d.t.s.) (dtr: 6-5) | Nuova Zelanda      |                    |                    |
| 2010 | Canada         | 1-0                     | Nuova Zelanda    | Paesi Bassi    | 4-0                     | Svizzera           |                    |                    |
| 2011 | Canada         | 2-1                     | Paesi Bassi      | Francia        | 3-0                     | Scozia             |                    |                    |
| 2012 | Francia        | 2-0                     | Canada           | Italia         | 3-1                     | Inghilterra        |                    |                    |
| 2013 | Inghilterra    | 1-0                     | Canada           | Nuova Zelanda  | 2-1                     | Svizzera           |                    |                    |
| 2014 | Francia        | 2-0                     | Inghilterra      | Corea del Sud  | 1-1 (d.t.s.) (dtr: 3-1) | Scozia             |                    |                    |
| 2015 | Inghilterra    | 1-0                     | Canada           | Messico        | 3-2                     | Italia             |                    |                    |
| 2016 | Austria        | 2-1                     | Polonia          | Italia         | 3-1                     | Rep. Ceca          |                    |                    |
| 2017 | Svizzera       | 1-0                     | Corea del Sud    | Corea del Nord | 2-0                     | Irlanda            |                    |                    |
| 2018 | Spagna         | 2-0                     | Italia           | Corea del Nord | 2-1                     | Svizzera           |                    |                    |
| 2019 | Corea del Nord | 3-3 (d.t.s.) (dtr: 7-6) | Italia           | Belgio         | 0-0 (d.t.s.) (dtr: 3-2) | Austria            |                    |                    |
| 2020 |                | Croazia                 | 3-2              | Finlandia      |                         | Messico            | 0-0                | Rep. Ceca          |

## Statistiche

### Vittorie per squadra
| Squadra          | Titoli               | 2º posti                   | 3º posti       | 4º posti             |
| ---------------- | -------------------- | -------------------------- | -------------- | -------------------- |
| Canada           | 3 (2008, 2010, 2011) | 4 (2009, 2012, 2013, 2015) |                |                      |
| Inghilterra      | 3 (2009, 2013, 2015) | 1 (2014)                   |                | 1 (2012)             |
| Francia          | 2 (2012, 2014)       |                            | 2 (2009, 2011) |                      |
| Corea del Nord   | 1 (2019)             |                            | 2 (2017, 2018) |                      |
| Svizzera         | 1 (2017)             |                            |                | 3 (2010, 2013, 2018) |
| Spagna           | 1 (2018)             |                            |                |                      |
| Austria          | 1 (2016)             |                            |                | 1 (2019)             |
| Croazia          | 1 (2020)             |                            |                |                      |
| Finlandia        |                      | 1 (2020)                   |                |                      |
| Italia           |                      | 2 (2018, 2019)             | 2 (2012, 2016) | 1 (2015)             |
| Paesi Bassi      |                      | 1 (2011)                   | 1 (2010)       | 1 (2008)             |
| Nuova Zelanda    |                      | 1 (2010)                   | 1 (2013)       | 1 (2009)             |
| Stati Uniti U-20 |                      | 1 (2008)                   |                |                      |
| Polonia          |                      | 1 (2016)                   |                |                      |
| Corea del Sud    |                      | 1 (2017)                   | 1 (2014)       |                      |
| Giappone         |                      |                            | 1 (2008)       |                      |
| Messico          |                      |                            | 2 (2015;2020)  |                      |
| Belgio           |                      |                            | 1 (2019)       |                      |
| Scozia           |                      |                            |                | 2 (2011, 2014)       |
| Rep. Ceca        |                      |                            |                | 2 (2016;2020)        |
| Irlanda          |                      |                            |                | 1 (2017)             |

### Partecipazioni
| Squadra          | 2008 | 2009 | 2010 | 2011 | 2012 | 2013 | 2014 | 2015 | 2016 | 2017 | 2018 | 2019 | 2020 | Edizioni |
| ---------------- | ---- | ---- | ---- | ---- | ---- | ---- | ---- | ---- | ---- | ---- | ---- | ---- | ---- | -------- |
| Australia        | –    | –    | –    | –    | –    | –    | 7º   | 5º   | –    | –    | –    | –    | -    | 2        |
| Austria          | –    | –    | –    | –    | –    | –    | –    | –    | 1º   | 8º   | 7º   | 4º   | -    | 4        |
| Belgio           | –    | –    | –    | –    | –    | –    | –    | 12º  | –    | 7º   | 5º   | 3º   | -    | 4        |
| Canada           | 1º   | 2º   | 1º   | 1º   | 2º   | 2º   | 5º   | 2º   | –    | –    | –    | –    | -    | 8        |
| Corea del Nord   | –    | –    | –    | –    | –    | –    | –    | –    | –    | 3º   | 3º   | 1º   | -    | 3        |
| Corea del Sud    | –    | –    | –    | 6º   | 5º   | 10º  | 3º   | 11º  | –    | 2º   | –    | –    | -    | 6        |
| Croazia          | –    | –    | –    | -    | -    | -    | -    | -    | –    | -    | –    | -    | 1°   | 1        |
| Finlandia        | –    | –    | –    | –    | 6º   | 7º   | 12º  | 9º   | 8º   | –    | 11º  | 9º   | 2°   | 8        |
| Francia          | –    | 3º   | –    | 3º   | 1º   | –    | 1º   | –    | –    | –    | –    | –    | -    | 4        |
| Galles           | –    | –    | –    | –    | –    | –    | –    | –    | 6º   | 6º   | 8º   | –    | -    | 3        |
| Giappone         | 3º   | –    | –    | –    | –    | –    | –    | –    | –    | –    | –    | –    | -    | 1        |
| Inghilterra      | –    | 1º   | 5º   | 5º   | 4º   | 1º   | 2º   | 1º   | –    | –    | –    | –    | -    | 7        |
| Irlanda          | –    | –    | –    | –    | –    | 8º   | 6º   | –    | 7º   | 4º   | –    | –    | -    | 4        |
| Irlanda del Nord | –    | –    | –    | 12º  | 12º  | 12º  | –    | –    | –    | –    | –    | –    | -    | 3        |
| Italia           | –    | –    | 6º   | 9º   | 3º   | 9º   | 8º   | 4º   | 3º   | 11º  | 2º   | 2º   | -    | 10       |
| Messico          | –    | –    | –    | 7º   | –    | –    | –    | 3º   | –    | –    | –    | 5º   | 3°   | 4        |
| Nigeria          | –    | –    | –    | –    | –    | –    | –    | –    | –    | –    | –    | 7º   | -    | 1        |
| Nuova Zelanda    | –    | 4º   | 2º   | 8º   | 8º   | 3º   | 11º  | –    | –    | 9º   | –    | –    | -    | 7        |
| Paesi Bassi      | 4º   | 5º   | 3º   | 2º   | 7º   | 6º   | 9º   | 8º   | –    | –    | –    | –    | -    | 8        |
| Polonia          | –    | –    | –    | –    | –    | –    | –    | –    | 2º   | –    | –    | –    | -    | 1        |
| Rep. Ceca        | –    | –    | –    | –    | –    | –    | –    | 6º   | 4º   | 12º  | 9º   | 6º   | 4°   | 6        |
| Russia           | 5º   | 8º   | –    | 10º  | –    | –    | –    | –    | –    | –    | –    | –    | -    | 3        |
| Slovacchia       | –    | –    | –    | –    | –    | –    | –    | –    | –    | –    | 10º  | 12º  | 5°   | 3        |
| Scozia           | 6º   | 7º   | 7º   | 4º   | 9º   | 5º   | 4º   | 7º   | –    | 5º   | –    | –    | -    | 9        |
| Spagna           | –    | –    | –    | –    | –    | –    | –    | –    | –    | –    | 1º   | –    | -    | 1        |
| Stati Uniti U-20 | 2º   | –    | –    | –    | –    | –    | –    | –    | –    | –    | –    | –    | -    | 1        |
| Sudafrica        | –    | 6º   | 8º   | –    | 10º  | 11º  | –    | 10º  | –    | –    | 6º   | 10º  | -    | 7        |
| Svizzera         | –    | –    | 4º   | 11º  | 11º  | 4º   | 10º  | –    | –    | 1º   | 4º   | –    | -    | 7        |
| Thailandia       | –    | –    | –    | –    | –    | –    | –    | –    | –    | –    | –    | 8º   | -    | 1        |
| Ungheria         | –    | –    | –    | –    | –    | –    | –    | –    | 5º   | 10º  | 12º  | 11º  | -    | 4        |
| Totale           | 6    | 8    | 8    | 12   | 12   | 12   | 12   | 12   | 8    | 12   | 12   | 12   | 5    | –        |